# Cercyon ustulatus
Cercyon ustulatus är en skalbaggsart som först beskrevs av Preyssler 1790.  Cercyon ustulatus ingår i släktet Cercyon och familjen palpbaggar. Arten är reproducerande i Sverige. Inga underarter finns listade i Catalogue of Life.